# 杨红卫
杨红卫（1963年8月—），云南红河自治州人，彝族，中华人民共和国政治人物。
曾任共青团红河自治州委书记。2005年，担任任楚雄自治州委副书记、代州长。2006年，担任楚雄彝族自治州州长。2008年2月，当选第十一届全国人大代表。2011年5月，涉嫌吸毒、受贿被中共云南省纪委立案调查。2011年8月2日，中共云南省委常委会决定，对杨红卫给予开除党籍处分，对涉嫌违法犯罪问题移送司法机关依法处理。2012年12月13日，该案开庭审理。2013年2月，一审被判无期徒刑。